# Viktor von Puthon
Viktor Freiherr von Puthon (* 3. März 1842 in Wien; † 11. Jänner 1919 in Salzburg) war ein österreichischer Beamter und Politiker.

## Lebenslauf
Seine Eltern waren der Freiherr Ludwig von Puthon (* 11. August 1807; † 10. Oktober 1859) und dessen Ehefrau die Freiin Wilhelmine von Bouviez (* 5. September 1816).
Viktor von Puthon besuchte in Wien das Gymnasium und die Universität. Von 1864 bis 1890 war er Beamter der Statthalterei in Graz.
Puthon war von 1890 bis 1902 Statthalter (Landeschef) von Österreich ob der Enns, daneben auch Vorsitzender des Landesschulrates für Österreich ob der Enns, interimistisch ausübend auch 1890 einige Tage Statthalter für Tirol mit Vorarlberg. Während seiner Amtszeit bemühte er sich, die Schäden der Hochwasserkatastrophen von 1897 und 1899 zu beseitigen, sowie um die Schlichtung von Streitereien zwischen Konservativen und Christlichsozialen. Er war Mitglied des Herrenhauses des österreichischen Reichsrates.
Puthon heiratete am 17. August 1870 die Gräfin Sophie von Bombelles (* 1843). Das Paar hatte 2 Söhne und eine Tochter: 
- Heinrich (* 17. Mai 1871)
- Martha (* 7. Oktober 1874)
- Alfred (* 10. Dezember 1884)